# Dean Prentice
Dean Sutherland Prentice (* 5. Oktober 1932 in Schumacher, Ontario; † 2. November 2019 in Cambridge, Ontario) war ein kanadischer Eishockeyspieler und -trainer, der im Verlauf seiner aktiven Karriere zwischen 1950 und 1977 unter anderem 1432 Spiele für die New York Rangers, Boston Bruins, Detroit Red Wings, Pittsburgh Penguins und Minnesota North Stars in der National Hockey League auf der Position des linken Flügelstürmers bestritten hat. Prentice, der insgesamt fünfmal am NHL All-Star Game teilnahm, war im Jahr 1960 Mitglied des NHL Second All-Star Team. Sein Bruder Eric war ebenfalls ein professioneller Eishockeyspieler, sein Neffe Jim ist Politiker.

## Karriere
Dean Prentice begann seine Karriere als Eishockeyspieler bei den Guelph Biltmores, für die er von 1950 bis 1952 in der Ontario Hockey Association aktiv war und mit denen er 1952 das Triple bestehend aus den J. Ross Robertson Cup, George Richardson Memorial Trophy und Memorial Cup gewann.
Nachdem er die Saison 1952/53 bei den Biltmores begonnen hatte, wurde er von den New York Rangers verpflichtet, für die er folgenden elf Jahre in der National Hockey League auf dem Eis stand, ehe er in der Saison 1962/63 im Tausch für Don McKenney und Dick Meissner an die Boston Bruins abgegeben wurde. Einen Großteil der Saison 1964/65 verpasste er aufgrund einer Rückenverletzung. In seiner Laufbahn stand der Angreifer zudem drei Jahre lang bei den Detroit Red Wings, zwei bei den Pittsburgh Penguins und erneut drei Jahre bei den Minnesota North Stars unter Vertrag, bei denen er 1974 im Alter von 41 Jahren seine NHL-Karriere beendete. Im Anschluss an seine aktive Karriere übernahm Prentice in der Saison 1974/75 das Amt als Cheftrainer bei den New Haven Nighthawks, mit denen er im Finale um den Calder Cup den Springfield Indians mit 1:4-Siegen unterlag. In der Saison 1976/77 spielte der Kanadier noch einmal als Spielertrainer für die Traverse City Bays aus der United States Hockey League, ehe er endgültig mit dem Eishockey aufhörte.
Prentice verstarb im November 2019 im Alter von 87 Jahren in Cambridge in seiner Heimatprovinz Ontario.

## Erfolge und Auszeichnungen
| - 1952 J.-Ross-Robertson-Cup-Gewinn mit den Guelph Biltmores - 1952 George-Richardson-Memorial-Trophy-Gewinn mit den Guelph Biltmores - 1952 Memorial-Cup-Gewinn mit den Guelph Biltmores - 1957 Teilnahme am NHL All-Star Game - 1960 NHL Second All-Star Team | - 1961 Teilnahme am NHL All-Star Game - 1962 Teilnahme am NHL All-Star Game - 1963 Teilnahme am NHL All-Star Game - 1970 Teilnahme am NHL All-Star Game |

## Karrierestatistik
(Legende zur Spielerstatistik: Sp oder GP = absolvierte Spiele; T oder G = erzielte Tore; V oder A = erzielte Assists; Pkt oder Pts = erzielte Scorerpunkte; SM oder PIM = erhaltene Strafminuten; +/− = Plus/Minus-Bilanz; PP = erzielte Überzahltore; SH = erzielte Unterzahltore; GW = erzielte Siegtore; 1 Play-downs/Relegation; Kursiv: Statistik nicht vollständig)